# Chung kết giải vô địch bóng đá châu Âu 2000
Trận chung kết giải vô địch bóng đá châu Âu 2000 là một trận đấu bóng đá diễn ra vào ngày 2 tháng 7 năm 2000 tại De Kuip ở Rotterdam, Hà Lan, để xác định đội vô địch Giải vô địch bóng đá châu Âu 2000. Pháp là đội chiến thắng sau khi đánh bại Ý 2–1.
Marco Delvecchio đã đưa Ý vượt lên dẫn trước ở phút thứ 55 khi anh đưa bóng vào lưới từ đường chuyền cánh phải của Gianluca Pessotto. Ý đã dẫn trước cho đến phút cuối cùng của thời gian bù giờ, và Sylvain Wiltord ghi bàn với một cú đánh đầu hạ gục thủ môn Francesco Toldo của Ý để đưa trận đấu vào hiệp phụ. Pháp đã giành chiến thắng ngay trước khi hiệp phụ kết thúc khi Robert Pires cắt bóng từ cánh trái để David Trezeguet sút tung lưới đội Ý, mang về chiến thắng cho đội tuyển Pháp.